# Cot Bakrueng
Cot Bakrueng är en kulle i Indonesien.   Den ligger i provinsen Aceh, i den västra delen av landet, 1 800 km nordväst om huvudstaden Jakarta. Toppen på Cot Bakrueng är 304 meter över havet, eller 65 meter över den omgivande terrängen. Bredden vid basen är 1,8 km.
Terrängen runt Cot Bakrueng är varierad, och sluttar norrut. Runt Cot Bakrueng är det glesbefolkat, med 19 invånare per kvadratkilometer. I omgivningarna runt Cot Bakrueng växer i huvudsak städsegrön lövskog.